# Février 1922

## Événements
- Inde : Gandhi décide de suspendre le mouvement de désobéissance civile à la suite de l’incendie d’un commissariat par une foule en colère dans les Provinces-Unies provoquant la mort de 22 policiers. Répression sanglante de la campagne de la désobéissance civile.

- 3 février : la tour Eiffel retransmet le premier bulletin météorologique sur les ondes de la TSF.

- 4 février : traité sino-japonais, par lequel l'empire du Japon renonce à ses avantages en république de Chine, acquis pendant la Première Guerre mondiale.

- 6 février :
  - Traité de Washington de 1922 sur les armements navals.
  - Début du pontificat de Pie XI (fin en 1939).
  - La Tchéka, police politique soviétique, est remplacée par le Guépéou (GPU).

- 11 - 18 février : Semana de Arte Moderna à São Paulo. 
  - Dans les années 1920, un groupe de jeunes artistes et d’intellectuels veut arracher le Brésil au culte du passé et de l’Europe et faire naître une culture proprement brésilienne : Anita Malfatti (peintre), Victor Brecheret (sculpteur), Mário de Andrade, Manuel Bandeira, Ronald de Carvalho, Di Calvacanti et Menotti Del Picchia (écrivains).

- 15 février : installation de la Cour permanente de justice internationale à La Haye.

- 21 février : le dirigeable américain Roma (construit par les Italiens) explose en vol au-dessus d'Hampton Roads. 34 morts et 9 blessés graves sur les 45 personnes présentes à bord.

- 25 février, France : exécution de Henri Désiré Landru.

- 26 février : confiscation des biens d’Église en Russie soviétique.

- 28 février : le protectorat britannique sur l'Égypte s'achève et le pays devient indépendant : Fouad Ier entame son règne. Le Royaume-Uni émet des réserves importantes en matière de défense et de politique étrangère. Des conventions militaires passées avec le Royaume-Uni permettent à des troupes britanniques de rester assurer la protection du pays et notamment le canal de Suez.

## Naissances
- 1er février : Renata Tebaldi, soprano italienne († 19 décembre 2004).
- 3 février : Lucien Cordier, spéléologue français († 23 octobre 1980).
- 6 février : Patrick Macnee, acteur britannique († 25 juin 2015).
- 8 février : 
  - Audrey Meadows, actrice américaine († 3 février 1996).
  - Erika Burkart, écrivain et poète suisse († 14 avril 2010).
- 16 février : Luigi Meneghello, universitaire, traducteur et écrivain italien († 26 juin 2007).
- 18 février : Alexander Semionov, peintre russe soviétique († 23 juin 1984).
- 21 février : Colette Brosset, actrice et scénariste française, créatrice des Branquignols avec son époux Robert Dhéry († 1er mars 2007)
- 22 février : Gesner Abelard, peintre haïtien
- 24 février : Richard Hamilton, peintre et graphiste britannique († 13 septembre 2011).
- 25 février : 
  - Jean Saussac, peintre français († 13 février 2005).
  - Molly Lamb Bobak, artiste canadienne († 2 mars 2014).
- 27 février : Louise Carletti, actrice française, mère de l'animatrice, chanteuse et productrice de télévision française Ariane Carletti († 10 mars 2002).

## Décès
- 21 février :
  - István Chernel, ornithologue hongrois (° 1865).
  - Oscar Beringer,  pianiste et professeur anglais (° 1844).